# 廉希憲

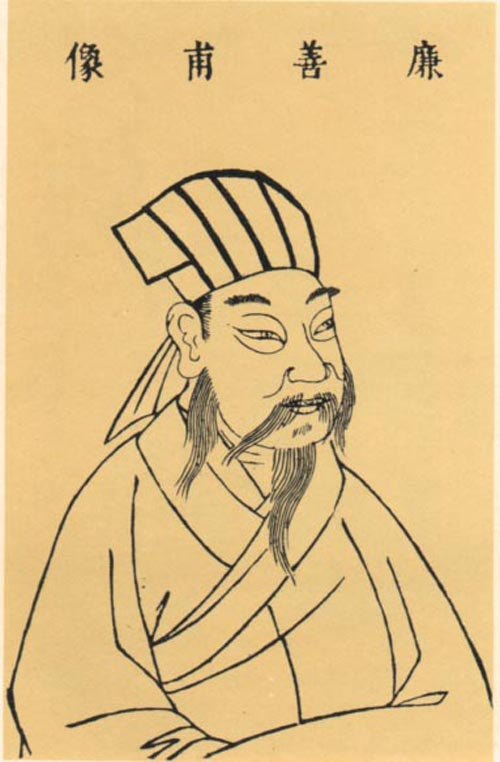
廉希憲

廉 希憲（れん きけん、太宗3年5月25日（1231年6月26日） - 至元17年11月19日（1280年12月12日））は、モンゴル帝国及び大元ウルスに仕えたウイグル人官僚の一人。ウイグル名はヒンドゥ（Hindu）。モンゴル帝国第5代皇帝クビライに即位以前から仕え、クビライの即位から治世の中期に至るまで幕下の重臣として活躍した。

## 概要

### 生い立ち
廉希憲の家系は元来天山ウイグル王国に代々仕える家系であったが、父のブルト・カヤがチンギス・カンのケシク（親衛隊）となって以降、モンゴル帝国の官僚として仕えるようになった。廉希憲はブルト・カヤの次男で、廉希憲が生まれた時期にブルト・カヤは廉訪使に任じられたため、これを祝してブルト・カヤ一族は「廉訪使」に由来する「廉」姓を名のるようになったという逸話が伝えられている。ただし、次男である廉希憲の誕生を殊更特別視して改姓したというのはやや不自然であるため、ブルト・カヤの息子の中で最も活躍した廉希憲と改姓を結び付けた後世の創作であったと考えられている。
廉希憲は幼いころから子供らしからぬ度量と怜悧さの持ち主で知られており、廉希憲が9歳の頃家奴数人が馬を盗み出した時には泣いて彼らの減刑を求めたが、また別の時に家奴から悪口を言われた時には幼いことを理由に人を悔る人柄と見て杖刑にさせたという逸話が残されている。また、廉希憲は母親の手配によって幼い頃から「明師」をつけられて学問を修めており、このような配慮によって廉希憲は後々まで母親を深く尊崇するようになった。1244年（甲辰）、廉希憲はメルキト部のココらとともに金朝の第一進士であった王鶚の下で学ぶように命じられ、この時の学びが後の廉希憲の生涯に大きな影響を及ぼしたと考えられている。また、この時廉希憲らが王鶚から学んでいたのは「致知格物」、すなわち宋学であった。この時期は耶律楚材によって一時的に科挙が再開されていた時期でもあり、宋学が流行している時期でもあった。このような経験から廉希憲は中国の教養を広く修めるようになり、ある時ケシクとしてクビライの下にあった廉希憲は「孟子」を持ち歩いていたため、クビライより「廉孟子」と呼ばれるようになったという逸話が伝えられている。ただし、一方でこの頃廉希憲が迎えた2人の妻の内一人はウイグル人、一人は女真人で両方とも漢人ではなく、廉希憲は完全に「漢化」したわけではなかった。なお、ウイグル人の妻は廉希憲の父のブルト・カヤの同僚でもあったムングスズの娘であり、両家は密接な関係を有していたとみられる。

### クビライの即位まで
1254年（甲寅）、24歳の廉希憲は京兆安撫使に任じられた。京兆は諸民族が雑居することから難治の地とされていたが、廉希憲は弱きを助けて強きを挫き、この地をよく治めた。しかし、南宋攻略の方針を巡って時の皇帝モンケとクビライは次第に対立するようになり、遂にクビライは南宋攻略司令官から更迭されてモンケの側近アラムダールらによる京兆の会計監査が行われることになった。この時、廉希憲はアラムダールらに対して殺然として対応したため、クビライの幕下の中で史天沢と廉希憲のみがアラムダールの追究を逃れたという。
1259年（己未）、モンケが急死すると、弟のクビライとアリクブケとの間で帝位継承戦争が勃発したが、この時廉希憲はいち早くクビライに即位を勧めた人物の一人であった。そこでクビライはアリクブケ軍との戦闘に先立って廉希憲を京兆方面の偵察に赴かせ、帰還した廉希憲は「［アリクブケ派将軍の］クンドゥカイは勢いに乗じて東進し我が軍を攻撃することはできない。何故ならば、今クンドゥカイの下にいる兵は状況に流されてアリクブケ派についた者が大多数で、意思が統一されていないからだ。もしクンドゥカイが敵対勢力（クビライ派）に誼を通じようとする者を捕らえるようになれば、疑心暗鬼を生じて仲間割れを始めるだろう……」と報告している。中統元年（1260年）、クビライ派の諸将はドロン・ノールに集結してクリルタイを開き、そこでクビライはアリクブケ派を無視した即位式を執り行った。この時、廉希憲は東道諸王を率いるタガチャルにクビライ即位を支持するよう説得しており、帝国でも有数の実力者であるタガチャルの存在はクビライ即位の強力な後ろ盾となった。
中統3年（1262年）、李璮の乱が起こると、廉希憲は李璮と通じているとの識言があり、これを聞いたクビライは一時廉希憲を解任してしまった。その後、廉希憲の無実が証明されると、廉希憲は改めて中書省の平章政事に任命された。廉希憲は中書省の高級官吏として多くの事業に携わり人々の賞賛を受けるようになったが、一方で次第に尚書省のアフマドと対立するようになっていった。

### 中央の宰相として
至元5年（1268年）に初めて中央の監察機関たる御史台が設置されると、尚書省のアフマドがその必要性を疑問視する声を上げた。これに対し、廉希憲が御史台は古制に則るもので国家内外の綱紀粛正に必要なものであると説き、アフマドの反対論を封じ込めたという。至元7年（1270年）、囚人の釈放にまつわる案件でクビライと対立し、耶律鋳とともに一度官を辞した。廉希憲はこの間読書を中心とする清貧な生活を送っていたが、政敵のアフマドが「廉希憲は妻子と宴楽に財っている」とクビライに讒言したところ、クビライは怒って「清貧な廉希憲がどうして宴楽に耽ることがあろうか」とアフマドを咎めたという。また、廉希憲が病に陥った時にはクビライは医者を3名派遣しており、この間でもクビライの廉希憲に対する信頼は揺るがなかった。

### 地方での活躍
至元11年（1274年）、遼陽行省の頭輦哥が民を苦しめているとの訴えがあったため、これを更迭して廉希憲に「北京行省平章」の肩書を与えて派遣することになった。遼東一帯は東道諸王の権限が強い一帯であり、諸王の使者の命令を官更は立って拝聴しなければならないといった風習があったが、廉希憲はこのような風習を改めて諸王の横暴を抑えた。しかし、このような官吏と諸王の対立が後のナヤンの乱につながったのではないかとする説がある。
至元12年（1275年）、旧南宋領の湖広一帯を制圧したエリク・カヤは重臣を派遣してこの地を総括してもらうよう要請し、これを聞いたクビライは急ぎ廉希憲を遼東から召喚し旧南宋領に向かうよう命じた。廉憲は病身をおして南に急ぎ、現地に到着してエリク・カヤの出迎えを受けるとまず最初に現地の略奪を禁じたため現地民は安堵したという。廉希憲は南で積極的に元南末官僚と登用したため、これを難詰する者もいたが、廉希憲は「今や皆国家の臣子であるというのに、どうして彼らに疑いを持つ必要があろうか」と答えて反対論を退けたという。

### 晩年
廉希憲は旧南宋領の安定化に大きく貢献したが、一方で江南の酷暑は北方生まれの廉希憲の健康を触み、 病状が悪化した廉希憲は至元14年（1277年）春に中央に召喚されることになった。廉希憲が江南を去る時、廉希憲の公正な統治に感謝する現地の民は号泣してその帰路を阻もうとしたが果たせず、後に像を作って廉希憲を祀ったという。中央に戻った廉希憲は病身のため官に仕えず、再び琴書のみを楽しむ清貧な生活に戻った。至元16年（1279年）、廉希憲はチンキムより再び中書省に入るよう命を受けたが既に病にかかっていることを理由に辞退した。至元17年（1280年）正月19日、大きな流星が見えた夜に廉希憲は50歳にして亡くなった。後世において、廉希憲は「異民族出身（ウイグル人）ながら積極的に中国文化を学び、その中国的教養を統治に活かした」人物として漢人から極めて高い評価がなされている。しかし、中国史研究が進展する中で無条件に中国文化を最上のものとする見解が相対化されるようになると、廉希憲に対しても単純な「中国文化の傾倒者」というよりは「国際的な知識人」 という側面が評価されるようになってきている。